# 1980年山西三交河矿难
1980年山西三交河矿难，是指1980年6月8日，发生于山西省洪洞县三交河煤矿的一起矿难，事故总造成30人死亡，50多人中毒。

## 历史
三交河煤矿为洪洞县地方国有煤矿，当时有职工679人，属于低级瓦斯矿井。1980年6月4日，原矿上决定从6月7日转到西部采区第六顺槽掘进，但未处理瓦斯等毒气。8日11时20分左右，当在六顺槽工作的工人将绞车、电线运到该顺槽210米处时，由于带电作业产生火花，引起瓦斯爆炸，坑下西区工作的26名工人全部死亡。抢救中由于混乱，工人自发抢救，又造成4人中毒死亡，50多人中毒。